# Perlis
Perlis je konstituční monarchie, tvořící jeden ze třinácti federálních států Malajsie. Má rozlohu 821 km² a žije v něm okolo čtvrt milionu obyvatel, je nejmenším malajským státem co do rozlohy i počtu obyvatel. Je také nejsevernějším ze států ležících na Malajském poloostrově: hraničí na severu a východě s Thajskem a na jihu se státem Kedah, západní hranici tvoří pobřeží Malackého průlivu. Je jediným státem Malajsie, jehož vládce nenese titul sultán, ale rádža. Hlavním městem je Kangar (50 000 obyvatel), ale rádža sídlí ve městě Arau.

## Historie
Původně byl Perlis součástí Kedahu, který v roce 1821 zabrali Siamci a roku 1842 z něj vyčlenili Perlis jako svůj vazalský stát pod názvem Palit. V roce 1909 území dobyli Britové a začlenili ho do Britského Malajska. V roce 1941 stát dobyli Japonci a roku 1943 ho připojili k Thajsku, po druhé světové válce bylo území navráceno Malajské unii a od roku 1963 je součástí nezávislé Malajsie.
Od roku 1843 v zemi vládne dynastie Jamalullailů.

## Obyvatelstvo
Okolo 80 % obyvatel Perlisu tvoří Malajci a 10 % Číňané. Nejrozšířenějším náboženstvím je islám, k němuž se hlásí 87 % věřících, největší minoritou jsou buddhisté.

## Přírodní poměry
Perlis je kopcovitá země s četnými vápencovými skalami a jeskyněmi. Lesnatá krajina na severozápadě je chráněna jako národní park Taman Negara Perlis, v lokalitě Bukit Bintang se nachází známá hadí farma. Ekonomika je založena na pěstování rýže, která je také vyobrazena ve státním znaku. Nejdůležitějším přístavem a centrem rybolovu je Kuala Perlis.